# Gradeška Reka
Gradeška Reka (makedonska: Градешка Река) är ett vattendrag i Nordmakedonien. Det rinner genom kommunen Novaci, i den södra delen av landet, 100 kilometer söder om huvudstaden Skopje.